# Rhodostrophia salangensis
Rhodostrophia salangensis är en fjärilsart som beskrevs av Edward P. Wiltshire 1966. Rhodostrophia salangensis ingår i släktet Rhodostrophia och familjen mätare. Inga underarter finns listade.